# عبد الحي اللكنوي
عبد الحي اللكنوي (1264- 1304 هـ/ 1848- 1886 م) علَّامة الهند، فقيه محدِّث مؤرِّخ. 

## سيرته
هو أبو الحسَنات، عبد الحي بن عبد الحليم بن أمين الله بن محمد أكبر بن أبي الرحم بن محمد يعقوب بن عبد العزيز بن محمد سعيد بن الشهيد قطب الدين الأنصاري السهالوي اللكنوي. ويقال له اللكنوي: نسبة إلى لكناو، وهي تقع على ضفتي نهر جومتى، عاصمة الولاية الشمالية (Uttarapardesh)، وفي عهد الاحتلال الإنجليزي، كانت عاصمة لبلدة أوده. 
ولد يوم الثلاثاء 26 ذو القعدة 1264 هـ الموافق 24 أكتوبر 1848 م.

## مؤلفاته
- الآثار المرفوعة في الأخبار الموضوعة
- الفوائد البهية في تراجم الحنفية
- التعليقات السنية على الفوائد البهية
- الإفادة الخطيرة
- التحقيق العجيب
- التعليق الممجد على موطأ محمد
- الرفع والتكميل في الجرح والتعديل
- ظفر الأماني في مختصر الجرجاني
- نفع المفتي والسائل بجمع متفرقات المسائل
- فرحة المدرسين بأسماء المؤلفات والمؤلفين
- طرب الأماثل بتراجم الأفاضل
- إنباء الخلان بأنباء علماء هندستان
- إحكام القنطرة في أحكام البسملة، حققها صلاح محمد سالم أبو الحاج ونشرتها دار الرسالة بدمشق سنة 2002م.[5]